# 埃韦勒河
埃韦勒河（法語：Ével，法語發音：[evɛl]）是法国布列塔尼大区莫尔比昂省的河流，是布拉韋河的左支流，长52.4千米，发源自拉德纳克，于博镇流入布拉韦河。